# Weigheimer Bach
Der Weigheimer Bach ist ein etwas über 3 Kilometer langer rechter Zufluss des oberen Neckars in Baden-Württemberg, der im Schwarzwald-Baar-Kreis und im Landkreis Rottweil verläuft.

## Geographie

### Verlauf
Der Weigheimer Bach entsteht auf dem Gebiet der Stadt Villingen-Schwenningen westlich des Stadtteils Weigheim im Schwarzwald-Baar-Kreis auf einer Höhe von ca. 713 m ü. NHN. Von dort fließt er in nordwestliche Richtung, zunächst als Straßengraben, dann als naturnaher Waldbach durch die Walddistrikte Heiligenwald und Weigheimer Staatswald. An der Kreisgrenze zum Landkreis Rottweil wendet er sich nach Norden. Den geschlossenen Wald verlässt er erst kurz vor seiner Mündung. Dort unterquert er zunächst die Bundesstraße 27 und mündet kurz darauf südlich der Neckarquerung der Bundesstraße 523 von rechts und Osten auf einer Höhe von 647,5 m ü. NHN in den Neckar.
Der ungefähr 3,2 km lange Lauf des Weigheimer Bachs endet ca. 65,5 Höhenmeter unterhalb seines Quellgebiets, er hat somit ein mittleres Sohlgefälle von etwa 21 ‰.
Das Mündungsgebiet des Weigheimer Bachs wurde durch die Verlegung des Neckars im Rahmen des Baus der beiden Bundesstraßen stark verändert. Da das Bett des Neckars im Bereich des Straßenkreuzes nach Westen verlegt wurde, befindet sich die neue Mündung des Weigheimer Bachs heute etwa 300 m weiter südwestlich als zuvor.

### Einzugsgebiet
Das Einzugsgebiet des Weigheimer Bachs ist ca. 3,7 km² groß und umfasst die Ortslage von Weigheim sowie die nordwestlich davon gelegenen Waldflächen. Der höchste Punkt liegt auf 772 m ü. NHN südöstlich von Weigheim. Im Süden wird sein Einzugsgebiet durch das des Mühlbachs begrenzt, der ebenfalls zum Neckar fließt. Im Westen liegt das Einzugsgebiet des Weigenbachs, im Westen liegen die Einzugsgebiete mehrerer kleinerer Neckarzuflüsse.

### LUBW
Amtliche Online-Gewässerkarte mit passendem Ausschnitt und den hier benutzten Layern: Karte von Lauf und Einzugsgebiet des Weigheimer Bachs

Allgemeiner Einstieg ohne Voreinstellungen und Layer: Daten- und Kartendienst der Landesanstalt für Umwelt Baden-Württemberg (LUBW) (Hinweise)
1. 1 2 3  Höhe ermittelt über WPS-Prozess (Geländehöhe).
2. ↑  Länge nach dem Layer Gewässernetz (AWGN).
3. ↑  Einzugsgebiet nach dem Layer Basiseinzugsgebiet (AWGN).

### Andere Belege
1. ↑  Friedrich Huttenlocher: Geographische Landesaufnahme: Die naturräumlichen Einheiten auf Blatt 178 Sigmaringen. Bundesanstalt für Landeskunde, Bad Godesberg 1959. → Online-Karte (PDF; 4,3 MB)
2. ↑  Nach den Layern Historische Flurkarten (Württemberg) und Orthofotos 1968 in der Kartenbasierte Suche auf LeoBW